# Foskort
Der Foskort (auch als Foßkutt oder Voßkutt bezeichnet) ist ein aufrecht gestellter Findling in Burhafe, einem Ortsteil von Wittmund, im Landkreis Wittmund in Niedersachsen. Er ragt am Rande des Kirchenhügels, südöstlich der Kirche, etwa 2,2 m aus der Erde.

## Beschreibung
Die Länge, beziehungsweise in aufgerichtetem Zustand die Höhe des Findlings, beträgt rund 3 m, von denen aber nur ein Teil sichtbar ist. Sein trapezoider Querschnitt hat eine Breite von etwa 1,7 m und eine Dicke von 0,8 m. Eine Einritzung auf seiner Oberfläche wird als Darstellung eines Hahnenfußes gedeutet. Eine Eintiefung soll die Form einer Schuhsohle haben. Angeblich wurde er 1929 beim Bau des benachbarten Hauses um fünf Meter nach Süden und/oder Westen versetzt. 
Während der Trichterbecherkultur (TBK) wurden Findlinge, besonders wenn sie bereits eine plattenförmige Struktur hatten, zum Grabbau benutzt. Daher wird angenommen, der Foskort habe als Grabdeckstein gedient.

## Sagen
Einer ätiologischen Erzählung zufolge schleuderte ein Riese den Stein, um den Bau des Hafens zu verhindern oder um die Kirche oder den separat stehenden Kirchturm zu zerstören. Weitere Wurfgeschosse (Findlinge) sollen im Kirchhügel in der Nähe des Foskorts verborgen liegen. Weil ein Hahnenschrei die Zerstörungen verhinderte, wurde der Hahnenfuß eingeritzt.
Eine weitere Sage rankt sich um eine Eindellung des Steins: Der Teufel habe sich einen Fuchspelz übergeworfen, um einen Jäger, der selbst am Karfreitag die Jagd nicht lassen konnte, zu narren. Um sich zu verstecken, habe er sich so eng an den Stein gedrückt, dass ein Abdruck zurückgeblieben sei. Diese Sage wird oft zur Erklärung des Namens Voßkutt herangezogen. „Voß“ ist die niederdeutsche Bezeichnung für den Fuchs, „kutt“ könnte auf die Kutte, den Überwurf hinweisen, diese Deutung ist aber sprachwissenschaftlich nicht gesichert.
In vielen Märchen werden erratische Blöcke als jene Orte bezeichnet, von denen die neugeborenen Kinder stammen. In verschiedenen Regionen werden dabei bestimmte Steine als Ursprung genannt, in der Gegend von Burhafe sagt man, sie kämen ünner d’ Fosskutt weg.